# 강세황 육십구세상
강세황 육십구세상(姜世晃 六十九歲像)은 대한민국 충청남도 천안시에 있는 초상화이다. 2016년 3월 10일 충청남도 유형문화재 제235호로 지정되었다.

## 개요
강세황 육십구세상은 주인공 강세황이 소나무 등걸에 기대 앉아 있는 산수인물도 형식으로 그렸으며 강세황이 정조의 어진 제작의 감독을 맡으면서 화사 한종유에게 자신의 초상을 부채 위에 그려 달라고 부탁해 그린 그림이다. 오른쪽 여백에 '표암강공육십구세소상(豹菴姜公六十九歲小像)'으로 적혀 있어 강세황이 69세 당시에 그려진 것임을 알 수 있다.
본관이 진주인 강세황은 유년시절부터 글씨와 그림에 뛰어난 재능을 보였으며 시·서·화 삼절(三絶)로 일컬어졌다. 그는 진경산수의 발전과 풍속화·인물화의 유행, 그리고 새로운 서양화법의 수용에 많은 발전을 남기는 조선후기 회화 발전에 많은 업적을 남겼다.
제작 당시의 원형을 보전하고 있고 유전작이 드문 산수인물도 형식의 초상화로서 제작 시기와 경위, 화가의 성명 등 관련 사실이 두루 확인되는 미술사적·역사적 가치가 매우 높은 작품이다.

## 같이 보기
- 강세황

## 참고 자료
- 강세황육십구세상 - 국가유산청 국가유산포털